# Опылькы
Опылькы — река в России, протекает по территории Красноселькупского района Ямало-Ненецкого автономного округа. Начинается в болоте на высоте 165 метров над уровнем моря. Устье реки находится в 163 км по левому берегу реки Поколька на высоте 82 метра над уровнем моря. Длина реки составляет 40 км. Основные притоки — Нанкигол и Кыпа-Опылькы, впадающая в 17 километрах от устья по правому берегу.

## Данные водного реестра
По данным государственного водного реестра России относится к Нижнеобскому бассейновому округу, водохозяйственный участок реки — Таз, речной подбассейн реки — Подбассейн отсутствует. Речной бассейн реки — Таз.
По данным геоинформационной системы водохозяйственного районирования территории РФ, подготовленной Федеральным агентством водных ресурсов:
- Код водного объекта в государственном водном реестре — 15050000112115300064348
- Код по гидрологической изученности (ГИ) — 115306434
- Код бассейна — 15.05.00.001
- Номер тома по ГИ — 15
- Выпуск по ГИ — 3